# Núi Hamiguitan
Núi Hamiguitan là một ngọn núi cao 1.620 mét (5.315 ft), nằm ở tỉnh Davao Oriental, trên đảo Mindanao, Philippines. Ngọn núi và vùng phụ cận là một trong những khu vực có quần thể động vật hoang dã đa dạng nhất ở Philippines. Trong số các động vật hoang dã được tìm thấy trong khu vực này, đáng chú ý có đại bàng Philippines và một số loài thực vật trong Họ Nắp ấm. Một số chẳng hạn như Nepenthes peltata là loài đặc hữu của khu vực. Ngọn núi bảo vệ những cánh rừng ở Philippines, với diện tích khoảng 2.000 ha. Khu rừng với nhiều loài động thực vật đặc hữu, quý hiếm và là một khu rừng độc đáo với rừng cây lùn cổ.
Núi Hamiguitan có diện tích 6.834 ha (68,34 km 2), được công nhận là vườn quốc gia và khu bảo tồn động vật hoang dã của Philippines vào năm 2003. Năm 2014, UNESCO đã công nhận nó trở thành một Di sản thế giới.